# Michelsneukirchen
Michelsneukirchen è un comune tedesco di 1 785 abitanti, situato nel land della Baviera.